# Xylota caerulifrons
Xylota caerulifrons är en tvåvingeart som beskrevs av Jacques-Marie-Frangile Bigot 1884. Xylota caerulifrons ingår i släktet vedblomflugor, och familjen blomflugor. Inga underarter finns listade i Catalogue of Life.